# Borsányi László
Borsányi László (Budapest, 1944. január 25. – ?, 2014. április 24.) etnológus, történész, egyetemi oktató, indiánkutató.

## Élete és munkássága
1969-ben végezte el az ELTE BTK történelem-néprajz szakát. 1982-ben Fulbright-ösztöndíjasként az Új-mexikói Állami Egyetemen kulturális antropológus oklevelet szerzett. 1987-ben az ELTE BTK-n doktorált, a néprajztudomány kandidátusa fokozatot 1996-ban szerezte meg. 1973 és 1978 között a Nemzeti Múzeum muzeológusaként dolgozott, majd 1987-ig a budapesti Corvina Kiadó régi művészeti szerkesztőség felelős szerkesztőjeként tevékenykedett. Az 1982-től 1987-ig az ELTE BTK Folklore Tanszék óraadó tanára, majd 1987 és 1990 között a Kulturális Antropológiai Szakcsoport alapító adjunktusa volt. A Magyar Iparművészeti Főiskola adjunktusa 1983 és 1994 között, illetve a pécsi JPTE Néprajz Tanszékén a kulturális antropológia vezető tanára 1990-től 1994-ig. Ezt követően 1995-ben a Miskolci Egyetemen kapott tanszékvezetői megbízást, de 1998-ban a következő ciklusára már nem választották meg. 1991-ben duluthi Minnesota Egyetemen, 1994-ben az Új-mexikói Állami Egyetemen oktatott vendégprofesszorként.
Az 1970-es évek elején a budapesti Amfora (Amphora) Klub vezetőjeként, illetve kerületi KISZ csoportvezetőként előadásokat tartott a népdal és a politikai tömegdal kapcsolatáról, a modern amerikai népzenéről. Ebben az időszakban többször is fellépett folkzenészként és énekesként. Amerikanistaként elsősorban az Észak-amerikai indián közösségek kultúráját vizsgálta, terepmunkát is végzett körükben. Feldolgozta az Észak-amerikai indiánok között járt kutatók feljegyzéseit, hagyatékait. A Magyar Kulturális Antropológiai Társaság egyik alapítója, 1997-től elnökhelyettese. 1987 és 1997 között a European Review of Native American Studies alapító szerkesztőbizottsági tagja. Szenvedélyesen pipázott, a Magyar Pipaklub Egyesület tagjaként több előadást is tartott a pipázásról.

## Ügynökmúltja
2005-ben került nyilvánosságra, hogy 18 éves korában a Belügyminisztérium III/III. Csoportfőnöksége beszervezte, s Fung György fedőnéven jelentéseket írt. Jelentett a Bakonyban indián életmódot élőkről, többek között az ebbe a csoportba tartozó Cseh Tamásról. Tevékenysége később kiterjedt más egyetemista körökre is, művészeti avantgárd kiállításokra, a Szentjóby Tamás vagy Erdély Miklós által rendezett happeningekre. Az AnBlokk folyóirat 2009-ben Egy nevesített ügy című fejezetében részletesen foglalkozott Borsányi ügynök múltjával. A fejezetben több más szerző mellett Borsányi László is kifejtette a véleményét.

## Főbb művei
- Bevezetés a szimbólumok antropológiai kutatásába. Jelképek-kommunikáció-társadalmi gyakorlat. Budapest, 1983
- Karig Sárával közösen (szerk.): Fukar Marok lakomája. Észak-Amerika nyugati partvidékének indián mítoszai és meséi. Budapest, Európa Könyvkiadó, 1983.
- Utak a gyógyuláshoz. Hagyományos orvoslás a navahó indiánoknál. Világosság, 1987 március, 189-194.
- A megfigyelés az antropológiai terepmunkában. Ethnographia, 1988. (99. évf.) 1. sz. 53–82.
- Lorencz Józseffel közösen: Mit ettek a Vadnyugat hősei? Budapest, 1988, Ezerjó.
- A sziú naptánc: identitásválság vagy identitástudat? Budapest, 1990, Etnológiai Tanulmányok.
- Az „indiánkérdés" kialakulása az Amerikai Egyesült Államokban és szerepe az antropológiai gondolkodás változásában. Kandidátusi értekezés. Budapest, 1995.
- Hontalanok a hazájukban. Az első amerikaiak történelme. Budapest, 2001, Helikon Kiadó.